# بيكش سينغ تشيتري
بيكش سينغ تشيتري (بالنيبالية: विकास सिंह क्षेत्री)‏ هو لاعب كرة قدم نيبالي في مركز الدفاع، ولد في 19 فبراير 1992 في نيبال. شارك مع منتخب نيبال لكرة القدم. أما مع النوادي، فقد لعب مع نادي ثري ستار.

## وصلات خارجية
- بيكش سينغ تشيتري على موقع الاتحاد الدولي (مؤرشف)  (الإنجليزية)
- بيكش سينغ تشيتري على موقع قاعدة بيانات كرة القدم.إي يو (الإنجليزية)
- بيكش سينغ تشيتري على موقع ناشيونال فوتبول تيمز (الإنجليزية)